# Дандевиль, Виктор Дезидерьевич
Виктор Дезидерьевич (Дезидериевич) Дандевиль (1826—1907) — русский Генерал от инфантерии, участник Туркестанских походов и русско-турецкой войны 1877—1878 гг.

## Биография
Родился 5 октября 1826 года в Оренбурге в семье французского военнопленного времен Отечественной войны 1812 года Дезире д’Андевиля, принятого в российское подданство и приписанного к Оренбургскому казачьему войску.
Образование получил в Неплюевском Оренбургском кадетском корпусе, 14 февраля 1844 года выпущен хорунжим в конную артиллерию Оренбургского казачьего войска, 20 октября 1847 года произведён в сотники.
Окончив в 1848 году Императорскую военную академию, Дандевиль в 1849 году принял участие в Венгерской кампании и отличился при занятии города Бартфельда, награждён орденом св. Анны 4-й степени с надписью «за храбрость». Также он 21 июня 1849 года был произведён в есаулы.
Переведённый 21 июля 1850 года в Генеральный штаб с переименованием в капитаны, Дандевиль был назначен состоять при Оренбургском генерал-губернаторе графе Перовском и участвовал во взятии кокандской крепости Ак-Мечеть, 23 августа 1853 года за отличие произведён в подполковники. В Оренбурге Дандевиль был близок ко многим друзьям ссыльного поэта Шевченко (Б. Залесскому, А. Плещееву, З. Сераковскому и другими), возможно был знаком и с самим Шевченко.

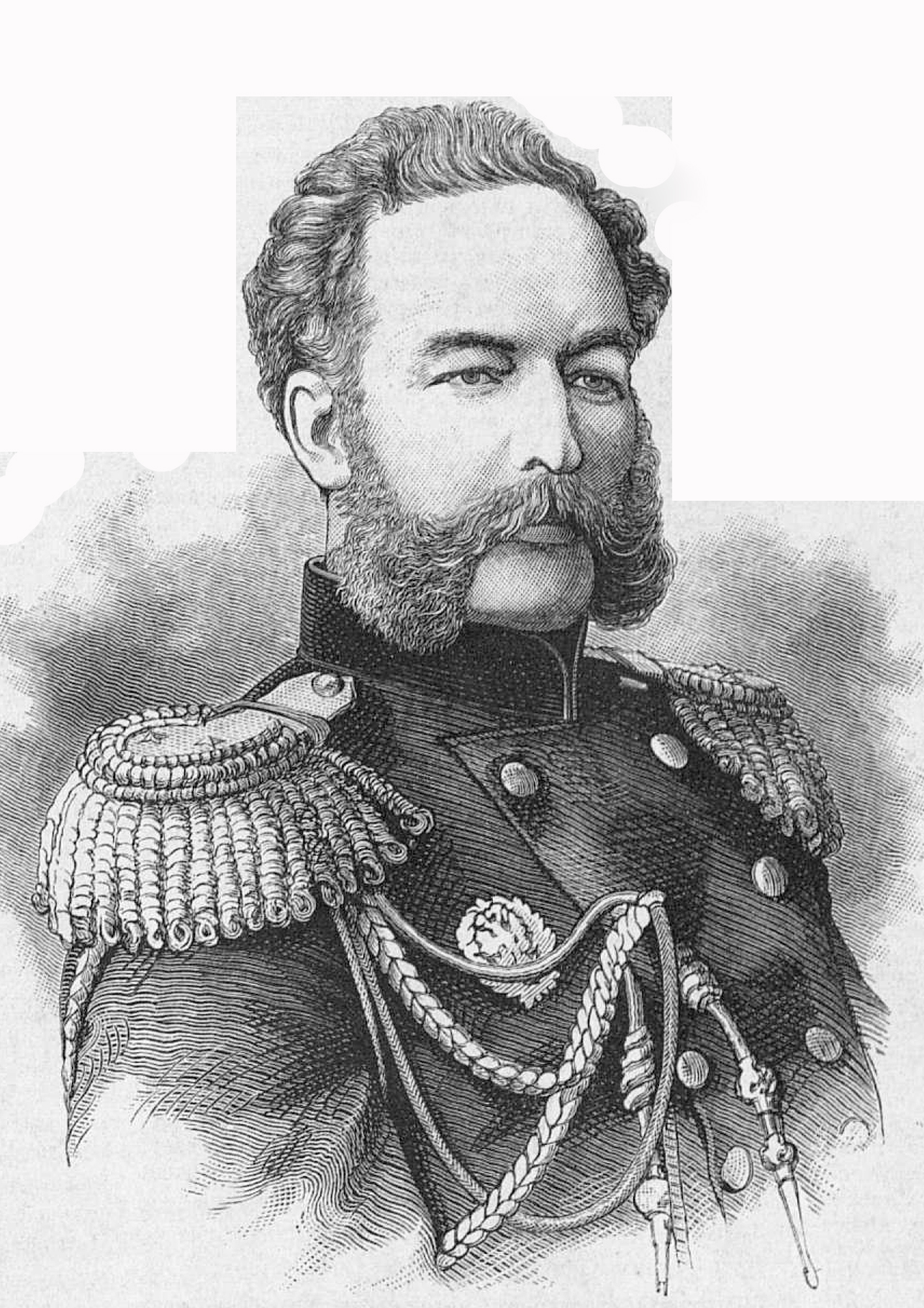
Генерал-майор В. Д. Дандевиль, 1877 год

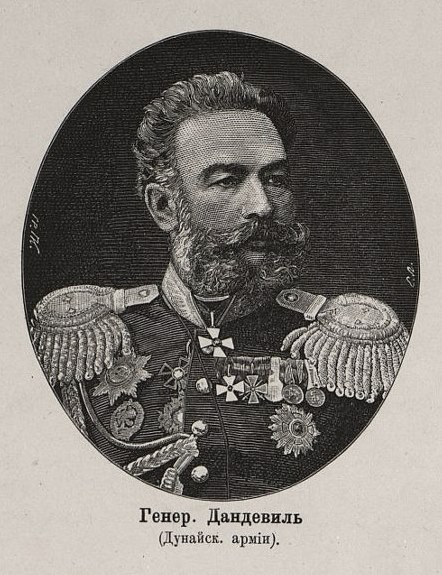
Генерал-лейтенант В.Д. Дандевиль. 1878-1879 гг.

28 ноября 1855 года Дандевиль был произведён в полковники и через месяц, 25 декабря, назначен обер-квартирмейстером штаба отдельного Оренбургского корпуса, в 1859 году начальствовал над экспедицией на восточное побережье Каспийского моря. Эта рекогносцировка в пустынную разбойничью страну дала подробные сведения о Красноводском заливе, через десять лет ставшего базой для дальнейшего движения в Закаспийский край. Награждённый за эту экспедицию орденом св. Владимира 4-й степени с мечами и бантом, Дандевиль 8 апреля 1862 года был назначен исполняющим дела наказного атамана Уральского казачьего войска, сменив на этом посту Аркадия Дмитриевича Столыпина, а 17 апреля 1863 года произведён в генерал-майоры с утверждением в этой должности; в 1864 году награждён орденом св. Владимира 3-й степени с мечами.
3 июня 1865 года был назначен в распоряжение Министерства финансов Российской империи, которое возложило на него разработку проекта о переносе таможенной линии за Сырдарью. По исполнении этого поручения, Дандевиль 14 июня 1867 года был назначен начальником штаба только что образованного Туркестанского военного округа и награждён орденом св. Станислава 1-й степени. В течение следующих трёх лет был ближайшим помощником генерала Кауфмана.
Расстроенное здоровье побудило Дандевиля оставить Туркестан, и он 22 сентября 1871 года был прикомандирован к главному управлению иррегулярных войск, в котором 29 марта 1872 года должность начальника Главного управления казачьих войск.
Когда в 1876 году началось движение русских добровольцев на Балканский полуостров, Дандевиль вышел в отставку и по предложению Славянского комитета принял поручение заведовать в Белграде приёмом русских добровольцев, формированием отрядов и отправкой их на театр военных действий; был удостоен императорской короны к ордену св. Анны 1-й степени.
С началом русско-турецкой войны 1877—1878 годов он вернулся в Россию, вновь определился на военную службу и 17 марта был назначен командиром 2-й бригады 37-й пехотной дивизии. С 15 августа 1877 года командовал 1-й бригадой 3-й пехотной дивизии, а с 18 октября того же года 2-й бригадой этой же дивизии. Войдя с этой бригадой в состав Западного отряда генерала Гурко, он 12 ноября взял город Этрополь, занял перевал Вратешку и обошёл турок у Шандорника. Успешно выполнив эту трудную операцию, он уже зашёл в тыл турок, но страшная метель на Баба-горе вынудила Дандевиля вернуться обратно. Соединившись с генералом Броком, он снова двинулся за Балканские горы через Златицкий перевал, 3 января занял Филиппополь и затем двинулся к Карагачу, у которого шёл горячий бой. Своевременное появление Дандевиля склонило бой в нашу пользу: армия Сулеймана-паши потерпела полное поражение.

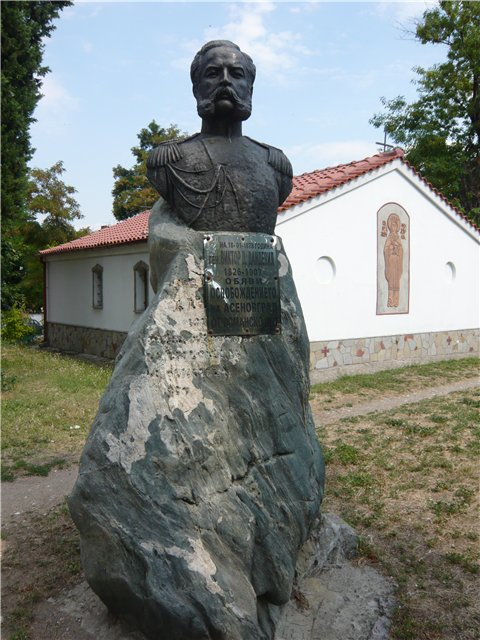
Памятник Дандевилю в болгарском Асеновграде

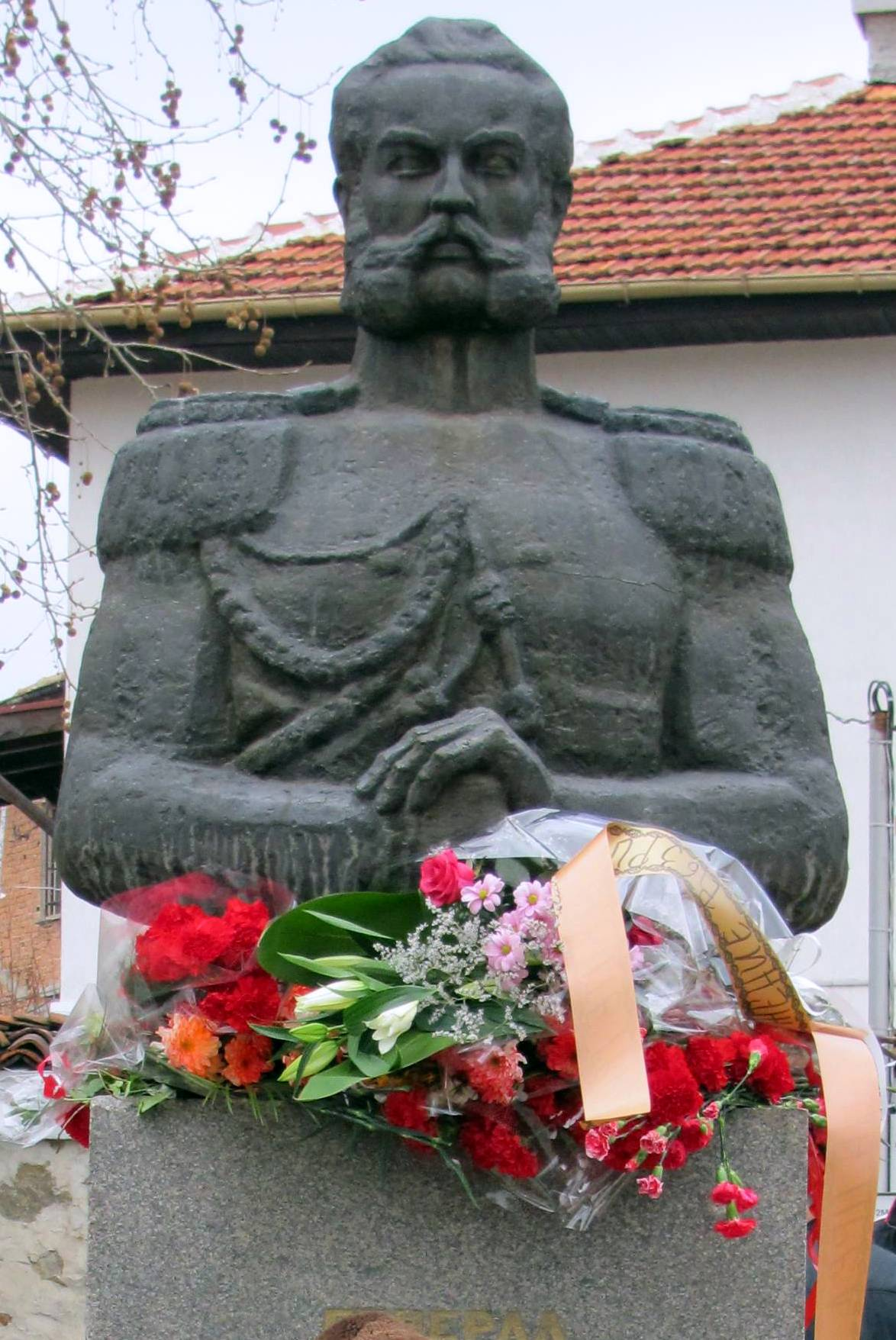
Памятник Дандевилю в болгарском Панагюриште

Награждённый за эти подвиги чином генерал-лейтенанта (29 декабря 1877 года) и орденами св. Георгия 4-й степени (в начале 1878 г. «За переход через Балканы») и 7 апреля 1878 года 3-й степени (№ 566 по кавалерским спискам)
В боях под Филиппополем 3, 4 и 5 января 1878 года, овладев сперва северною частью города и выдержав затем в течение дня яростные атаки турок, желавших пробить себе выход к отступлению, дал возможность войскам нашим окружить неприятеля с трех сторон и заставить его, бросив всю артиллерию, искать спасения в неприступных горах
29 декабря 1877 года Дандевиль был назначен начальником 3-й гвардейской пехотной дивизии, которой командовал на протяжении десяти лет. 18 июля 1887 года он получил в командование 5-й армейский корпус, 9 апреля 1889 года — 10-й армейский корпус, 24 ноября 1890 года назначен членом военного совета и 30 августа 1891 года произведён в генералы от инфантерии.
3 января 1906 года был уволен в отставку. А. Ф. Редигер писал по этому поводу следующее: «Член Совета генерал Дандевиль, не говоря никому ни слова, просто перестал ездить в Совет и не бывал в нём несколько лет, хотя выезжал из дома. … Дандевиль написал государю прошение с просьбой предать его суду, если он совершил какое-либо преступление, но не увольнять его от службы без суда». Однако прошение было оставлено без внимания.
Умер 8 октября 1907 года в Санкт-Петербурге, похоронен на Смоленском православном кладбище.
В 1864—1880 годы Дандевиль поместил в «Военном сборнике» ряд статей по различным отраслям военного дела.

## Награды
Среди прочих наград имел ордена:
- Орден Святой Анны 4-й степени (1849 год)
- Орден Святого Станислава 2-й степени (1858 год)
- Орден Святой Анны 2-й степени (1859 год)
- Орден Святого Владимира 4-й степени с мечами и бантом (1860 год)
- Орден Святого Владимира 3-й степени (1864 год)
- Орден Святого Станислава 1-й степени (1866 год)
- Орден Святой Анны 1-й степени с императорской короной (1870 год)
- Орден Святого Георгия 4-й степени (1878 год)
- Орден Святого Георгия 3-й степени (7 апреля 1878 года)
- Орден Святого Владимира 2-й степени (1882 год)
- Орден Белого Орла (1885 год)
- Орден Святого Александра Невского (1889 год, алмазные знаки к этому ордену пожалованы в 1894 году)
- Орден Святого Владимира 1-й степени (1899 год)

## Избранные сочинения
- Враждующий аул.  (Из записок маленького администратора) // Исторический вестник. № 7, 1900. Восточная литература. Дата обращения: 11 февраля 2011.
- Курбан.  (Из записок маленького администратора) // Исторический вестник. № 8, 1899. Восточная литература. Дата обращения: 11 февраля 2011.
- О форме и боевом снаряжении казаков // «Военный сборник», 1864, № 4.
- Наёмка, как способ отбывания воинской повинности Уральскими казаками // там же, 1865, № 2
- Заметка на перечень военных действий в Европейской Турции в 1877—1878 гг. // там же, 1879, № 6.
- О приучении войск к трудам и лишениям военного времени // там же, 1879, № 8.
- Воспоминания об Этрополе, об Этропольских Балканах и о Бабе-горе // там же, 1879, № 9.
- Заметки на «Воспоминания офицера генерального штаба на войне 1877—1878 гг.» А. Пузыревского // там же, 1879, № 11
- Заметки на статью «Стоянка на Балканах» // там же, 1879, № 11.
- По поводу 3-го дополнения к перечню военных действий на Дунае и в Европейской Турции // там же, 1880, № 3 и 4.
- Заметка о перечне военных действий (занятие Филиппополя 3 января 1878 г.) // там же, 1880, № 6.